# Hokes Bluff
Hokes Bluff – miasto w Stanach Zjednoczonych, w stanie Alabama, w hrabstwie Etowah. W roku 2023 miasto zamieszkiwało 4648 osób, a gęstość zaludnienia wynosiła 151,9 osoby/km².